# Ktheju tokës
Ktheju tokës (с алб. — «Возвращение на родину») — песня албанской певицы Йониды Маличи. Сингл был выпущен 8 марта 2019 года Radio Televizioni Shqiptar (RTSH) и Universal Music Group. Автором песни является Эриона Рушити, продюсер — Энис Муллай. Песня представляет собой фолк-электронную балладу на албанском языке с традиционными албанскими инструментами. Песня посвящена миграции, в частности, особенно албанскому народу во время войны в Косово в конце XX века.
Песня представила Албанию на конкурсе песни Евровидение 2019 в Тель-Авиве, Израиль, после победы на национальном отборе Festivali i Këngës 57. Албания на конкурсе заняла 17-е место в финале, набрав 90 баллов и ознаменовав четвёртый год для Албании, чтобы достичь того же результата. Во время выступления Маличи в чёрно-красных тонах её сопровождали три бэк-вокалиста, в то время как на фоновых светодиодных экранах виднелись летящий орёл и его гнездо.
«Ktheju tokës» положительно оценили музыкальные критики, им понравилась композиция песни, а также её этническая привлекательность. Премьера сопровождающего музыкального клипа состоялась на официальном YouTube-канале конкурса песни «Евровидение» 10 марта 2019 года. Она изображает Маличи, поющую песню в дыму и дожде, со сценами двух детей, бегущих, один через воду, а другой спасается от огня. В рекламных целях она неоднократно выступала с этой песней в Амстердаме, Лондоне и Мадриде.

## Предыстория и композиция
«Ktheju tokës» была написана композитором Эрионой Рушити и продюсирована Энисом Муллаем при Соколе Марси для участия Йониды Маличи на национальном отборе Festivali i Këngës 57 на конкурс песни Евровидение 2019. Она была записана и ремастирована в Svenska Grammofonstudion в Гётеборге, Швеция. Песня была описана как ритмичная и душевная фолк-электронная баллада на албанском языке и драматичная баллада с традиционными музыкальными инструментами: флейта, гусле, давул. Песня посвящена миграции, в частности, особенно албанскому народу во время войны в Косово в конце 20-го века, а также намекает на непрекращающийся миграционный кризис во всем мире.

## Критический приём
После победы на Festivali i Këngës 57 «Ktheju tokës» в целом была встречена положительными отзывами музыкальных критиков. В Wiwibloggs рецензия, содержащая несколько отзывов отдельных критиков, включая Робина Галлахера и Дебана Адереми, была высоко оценена вокальная подача Маличи и постановка песни, а также её подлинность, в то же время названная «органичной» и «соблазнительной». В целом рецензенты сайта дали песне 7,17 из 10 баллов. Эмма Келли, автор британской газеты Метро, положительно отнеслась к композиции песни и вокальному исполнению певицы, похвалив её за то, что она предпочла сохранить текст песни на албанском языке, а не переводить её на английский.

## Музыкальное видео и продвижение
Премьера сопровождающего музыкального клипа на песню «Ktheju tokës» состоялась на официальном YouTube-канале конкурса песни «Евровидение» 10 марта 2019 года. Его съемочный процесс начался в начале марта 2019 года и был организован Triangle Media Group в Тиране, Албания. Описанный как мрачный и драматичный, он заметно показывает сцены Малиxи, исполняющего песню перед задымленным чёрным фоном и до конца, под дождём. Перемежающиеся кадры через основной сюжет изображают двух детей, бегущих отдельно, один через воду, а другой спасается от огня, символизируя послание песни.
В рекламных целях она выступала с различными живыми выступлениями на различных мероприятиях, в том числе в Амстердаме, Лондоне и Мадриде. В марте 2019 года она появилась, чтобы исполнить специальную версию песни в прямом эфире албанского телевизионного шоу The Voice Kids. Позже она открыла первый полуфинал Festivali i Këngës 58. Кроме того, песня заняла 40-е место в чарте «Евровидение Топ-250» 2019 года.

## Евровидение 2019

### Festivali i Këngës 57
Национальный вещатель, Radio Televizioni Shqiptar (RTSH), организовал национальный отбор Festivali i Këngës 57 на конкурс песни Евровидение 2019 в Тель-Авиве, Израиль. Он открыл период подачи заявок для артистов, групп и композиторов, чтобы представить свои работы в период с 16 мая по 30 сентября 2018 года вещателю, в течение которого было получено 54 заявки. Жюри, состоящее из музыкальных профессионалов, рассмотрело полученные заявки и в конечном итоге выявило 22 полуфиналиста 17 октября 2018 года. Во втором полуфинале Маличи прошла финал, а затем была выбрана представлять страну на конкурсе.

### Тель-Авив
Конкурс песни Евровидение 2019, 64-й конкурс песни, состоялся в Тель-Авиве, Израиль, и состоял из двух полуфиналов, которые прошли 14 и 16 мая 2019 года соответственно, и финала, который состоялся 18 мая 2019 года. Согласно правилам Евровидения, каждая страна-участница, за исключением принимающей страны и «Большой пятёрки», состоящей из Франции, Германии, Италии, Испании и Великобритании, должна была пройти квалификацию из одного из двух полуфиналов, чтобы побороться за выход в финал. 28 января 2019 года было объявлено, что Албания выступит во второй половине 2-го полуфинала конкурса.
Во 2-м полуфинале Албания выступила под 14-м номером, после России и перед Норвегией, и прошла в финал, заняв 9-е место с 96 баллами (38 баллов от жюри и 58 баллов от телезрителей). В финале Албания выступала под 2-м номером, после Мальты и перед Чехией. Албания заняла 17-е место в финале с 90 баллами (43 балла от жюри и 47 баллов от телезрителей).
Выступление Маличи в албанской тематике начинается с того, что она поёт песню перед тёмными светодиодными экранами, усиленными чёрными, красными и белыми огнями. На ней было длинное чёрное платье, украшенное золотыми вставками, вдохновлёнными древними иллирийскими символами. Графика горящего огня, дождя и различных тёмных изображений была показана во время остальной части выступления, а ближе к концу изображено гнездо и летящий орёл. Графика выступает в качестве представления текста песни, отражая тематику миграции албанцев. Перед финальными выступлениями 7 и 11 мая 2019 года на выставке Expo Tel Aviv состоялись технические репетиции песни.

## Трек-лист
- Digital download[36]

1. «Ktheju tokës» – 3:14

- Digital downloads[37]

1. «Ktheju tokës» – 3:05
2. «Ktheju tokës» (караоке-версия) – 3:05

## История выпуска
| Регион   | Дата          | Формат(ы)                  | Лейбл          | Примечания |
| -------- | ------------- | -------------------------- | -------------- | ---------- |
| Варианты | 8 марта 2019  | Digital download streaming | RTSH Universal | [ 36 ]     |
| Варианты | 15 марта 2019 | Digital download streaming | RTSH Universal | [ 37 ]     |